# Vivi Reis
Pour les articles homonymes, voir Reis.
Vivi Reis, née le 5 août 1991 à Belém (Brésil), est une kinésithérapeute et femme politique brésilienne, membre du Parti socialisme et liberté (PSOL).
Elle est députée fédérale à la Chambre des députés du Brésil de 2021 à 2023. Elle est connue pour être la première femme députée LGBT noire du Brésil.

## Biographie

### Naissance et formation
Viviane da Costa Reis naît le 5 août 1991 à Belém, dans l'État du Pará au Brésil.
Elle suit une licence de kinésithérapie à l'université d'État du Pará (UEPA) en 2013, avec une spécialisation à l'université fédérale du Pará (UFPA) en 2016. Elle est la première femme de sa famille à fréquenter une université. Affiliée au Parti socialisme et liberté (PSOL) en 2011, elle participe à de nombreuses associations étudiantes dans son quartier, son église et son école.

### Carrière politique
Sa première expérience électorale a lieu en 2018, lorsqu'elle est candidate au poste de députée fédérale : elle obtient 22 297 voix et devient la première suppléante du parti,.
En 2020, elle participe aux élections municipales de Belém (pt) et est élue conseillère municipale avec 9 654 voix. Elle est la femme ayant reçu le plus de voix et la cinquième de tous les candidats. Durant ces élections, Edmilson Rodrigues (en), alors député fédéral, est élu maire de Belém ; Vivi Reis, suppléante, prend alors sa place de député fédéral le 1er janvier 2021 et devient la première femme députée LGBT noire du Brésil,. Elle est remplacée dans son poste de conseillère municipale par Enfermeira Nazaré, qui a obtenu 4 023 voix.
En 2022, elle est de nouveau candidate au poste de député fédéral. Elle obtient 53 353 voix mais n'est pas élue. Son mandat de députée se termine alors le 31 janvier 2023.
En 2024, elle participe aux élections municipales de Belém (pt) et est élue conseillère municipale avec 6 956 voix,. Elle dirige au sein du conseil municipal la commission de défense des droits de l'homme et est également membre des commissions du logement et de régularisation des terres urbaines (titulaire), des affaires internationales (titulaire) et de l'éthique parlementaire (1re suppléante).

## Résultats électoraux
| Année | Élection                            | Coalition                            | Parti | Poste                  | Votes           | Résultat   |
| ----- | ----------------------------------- | ------------------------------------ | ----- | ---------------------- | --------------- | ---------- |
| 2018  | Élections de l'État du Pará (pt)    | Juntos para Mudar (PSOL / PPL / PCB) | PSOL  | Députée fédérale       | 22 297 (0,64 %) | Suppléante |
| 2020  | Élections municipales de Belém (pt) | PSOL                                 | PSOL  | Conseillère municipale | 9 645 (1,32 %)  | Élue       |
| 2022  | Élections de l'État du Pará (pt)    | Fédération PSOL REDE                 | PSOL  | Députée fédérale       | 53 353 (1,18 %) | Non élue   |
| 2024  | Élections municipales de Belém (pt) | PSOL                                 | PSOL  | Conseillère municipale | 6 956 (0,88 %)  | Élue       |